# Autorretrato (la posada del caballo del alba)
Autorretrato (la posada del caballo del alba) es una pintura onírica y surrealista ejecutada por la artista Leonora Carrington y actualmente en la colección del Museo Metropolitano de Arte. Comenzó a pintarla en Londres en 1937 y la completó en París en 1938. Es una de sus obras más reconocidas y ha sido llamada su "primera obra verdaderamente surrealista". La presencia de caballos y hienas pronto se convirtió en un rasgo común en su obra.

## Descripción
Leonora, entonces de veinte años, había comenzado un feliz romance con el artista alemán Max Ernst, mucho mayor que ella, que la había introducido en el círculo artístico surrealista, y probablemente en esta obra buscó plasmar la libertad e independencia que había alcanzado respecto a su familia, que se oponía a su carrera y carácter rebelde.
El autorretrato presenta una estancia vacía que consta de dos paredes azul grisáceo que se unen en una esquina, un techo, un piso de baldosas marrón rojizo y una ventana abierta adornada con cortinas amarillas recogidas que revela una vista de un bosque verde y brumoso y un caballo blanco que se aleja galopando hacia él. Carrington se representó a sí misma sentada en una silla roja humanizada forrada de azul en primer plano a la derecha, con la mano alzada hacia una hiena delante de ella, que tiene ojos y senos humanos. Extrañamente, la melena suelta de la mujer se alza y agita como si estuviera al viento; viste atuendo de amazona, con un jersey castaño, chaqueta verde, pantalones de montar blancos y botines negros victorianos. A pesar de la diferente ubicación, por su postura, es como si montara sobre el caballo del exterior. Detrás de ella hay arriba un caballo mecedor blanco flotante. El blanco de sus pantalones ceñidos refleja el color blanco tanto del caballito balancín como del caballo que se ve a lo lejos, su chaqueta verde refleja el exterior del bosque y su cabello castaño el del pelaje de la hiena. Mira al espectador directa y severamente. 

## Simbolismo e interpretaciones

### Caballos
Los caballos, en la obra de Carrington, aparecían con frecuencia ya en 1929; representaban su yo animal como símbolos de rebeldía y libertad. Debido al interés de Carrington por la mitología celta, habría estado familiarizada con la diosa celta Epona, que aparecía ante sus seguidores sobre un caballo blanco. El caballo mecedor blanco que flota sobre Carrington es muy probablemente una referencia a Pénélope, una obra de teatro que Carrington escribió sobre una joven que está enamorada de su caballo mecedor Tártaro. En contraste con la melena salvaje de la mujer y la crin de la hiena, el caballito no tiene cola ni crines. Aquí, tanto el juguete como los zapatos pasados de moda simbolizan su infancia y raíces, de los que se aleja, hacia el futuro y lo desconocido.

### Hiena
La inclusión de la hiena puede sugerir una "intrusión de lo salvaje en un espacio doméstico", con lo que Carrington se está alineando en última instancia, como lo señala su gesto hacia la hiena hembra y sus miradas reflejadas hacia el espectador. Carrington a menudo se identificaba con la hiena, de la misma manera que se identificaba con los caballos, diciendo en una entrevista de 1999: "Soy como una hiena, me meto en los cubos de basura. Tengo una curiosidad insaciable". 

## Procedencia
Al comienzo de la Segunda Guerra Mundial, Carrington dejó el cuadro con Max Ernst, quien se lo llevó a Nueva York en 1941. Este se lo dio al marchante de arte Pierre Matisse, el hijo menor del pintor francés Henri Matisse, en algún momento después de diciembre de 1942, y tras su muerte, la pintura fue transferida a su viuda Maria-Gaetana Matisse. En 2002, el Autorretrato fue donado al Museo Metropolitano de Arte por la Fundación Pierre y Maria-Gaetana Matisse.